# 미국 남북 전쟁의 군사 지도부
미국 남북 전쟁의 군사 지도부는 교전국의 정치 및 군사 구조에 모두 부여되었다. 남북 전쟁 동안 미국의 전반적인 군사 지도부는 궁극적으로 헌법상 최고사령관인 미국 대통령과 그가 임명한 군부의 정치적 수장에게 있었다. 그러나 주요 북부군의 전시 사령관 대부분은 이전부터 정규군 경험이 있었다. 소수의 군사 지도자들은 미국 의용군 출신이었다. 일부는 미국 외 다른 국가 출신이었다.
남부 연합에서 헌법상 최고사령관은 웨스트포인트에서 교육을 받았고 멕시코 전쟁에 참전했다. 미국 육군의 많은 장교들은 대부분 미국의 비용으로 웨스트포인트에서 교육을 받았으며, 동일한 국가에 대한 충성 서약을 했음에도 불구하고 이에 반하는 반란에 가담했다. 여러 중요한 남부 연합 군사 지도자들은 주 부대 지휘관 출신이었다. 일부 군사 지도자들은 미국 외 다른 국가 출신이었다.

## 미국의 지도부 (북부)

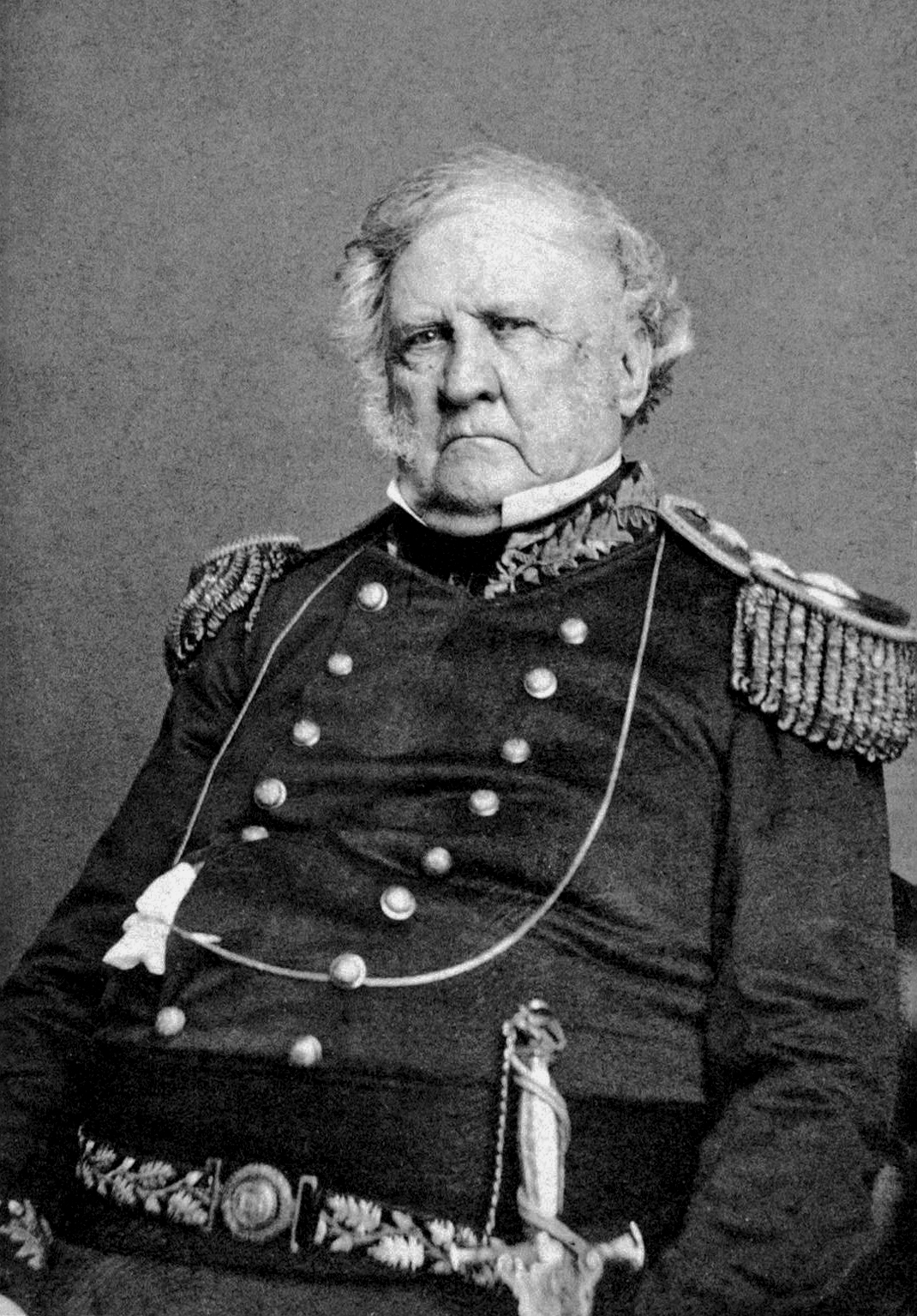
윈필드 스콧

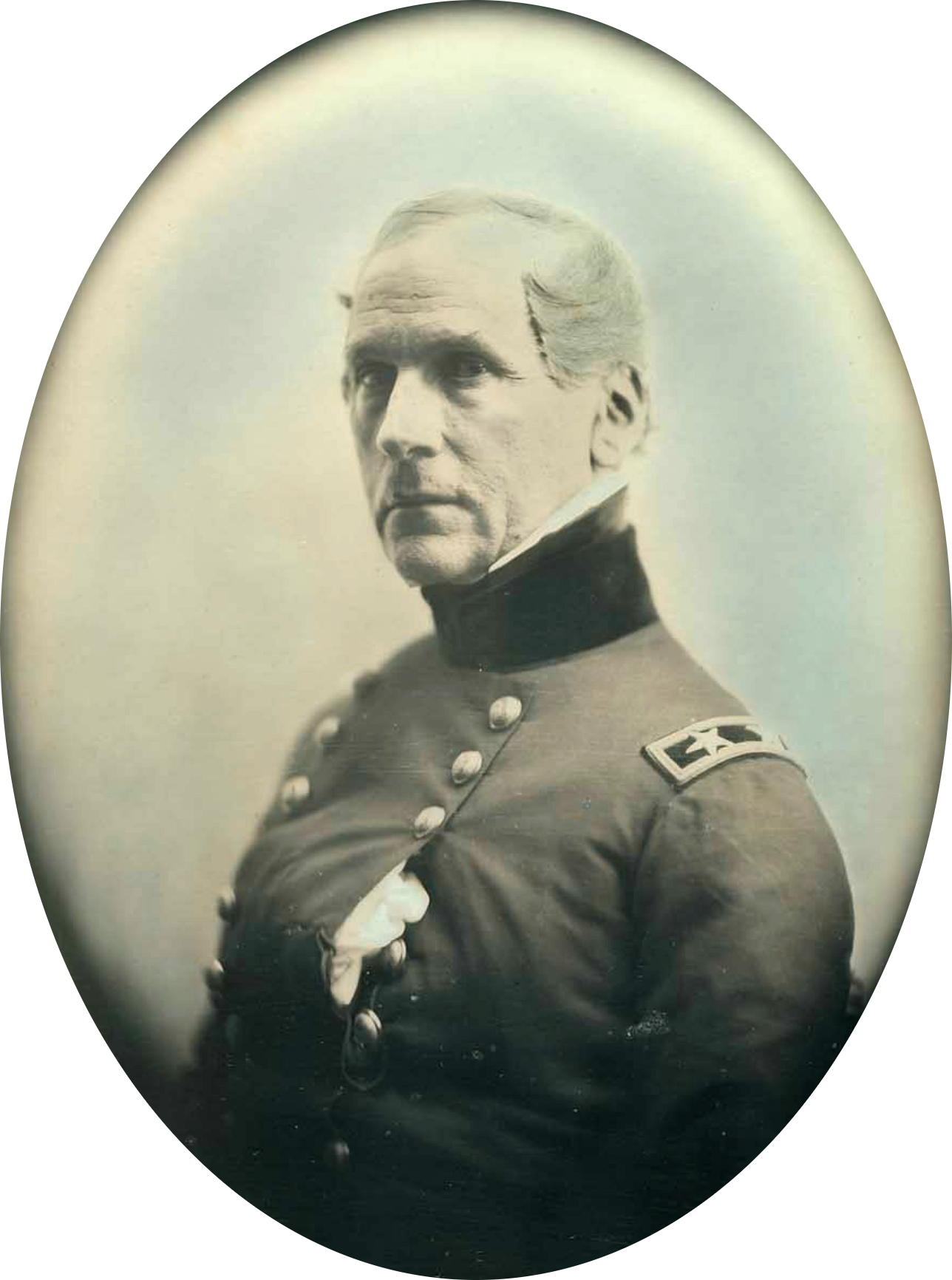
존 E. 울

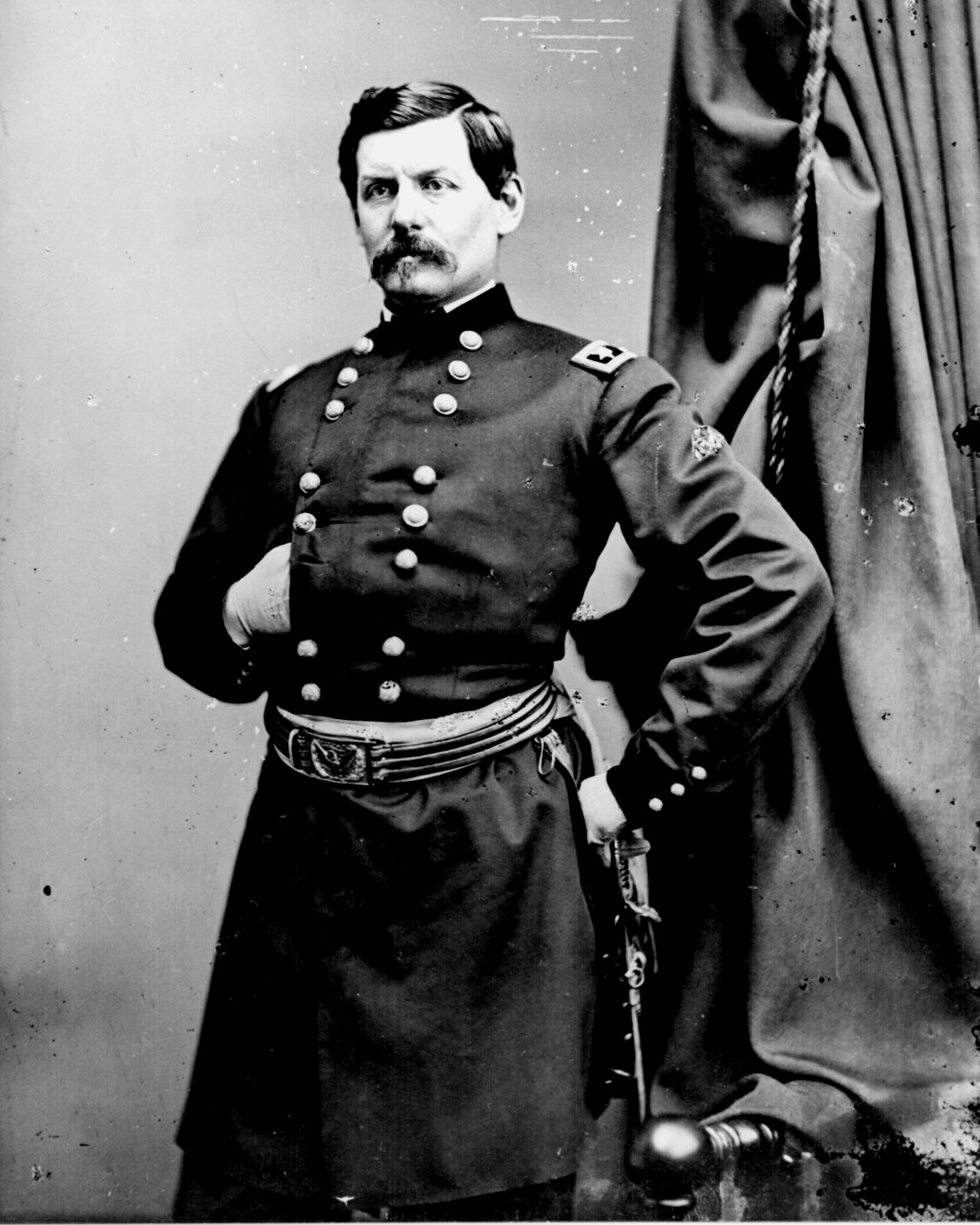
조지 매클렐런

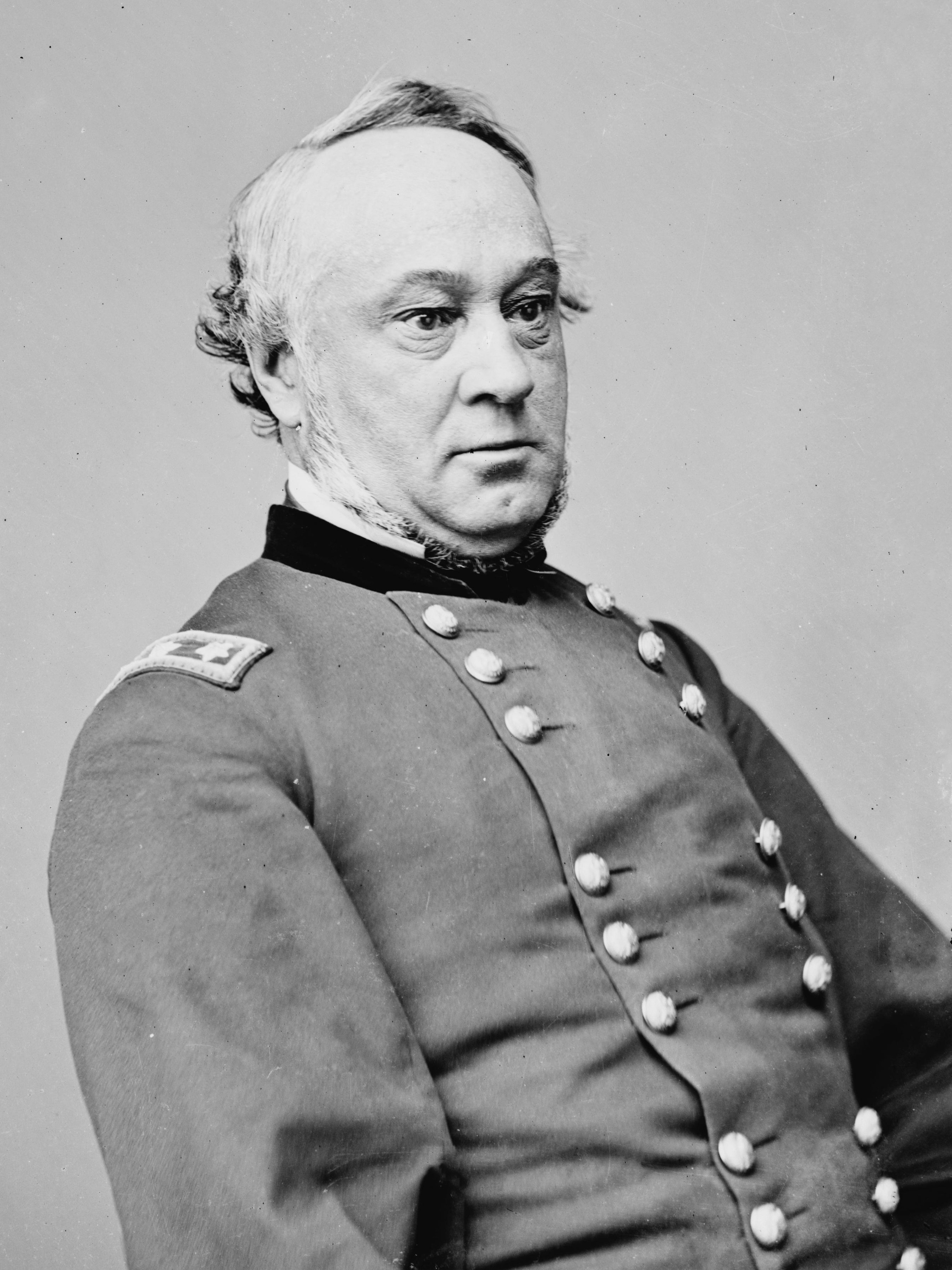
헨리 할렉

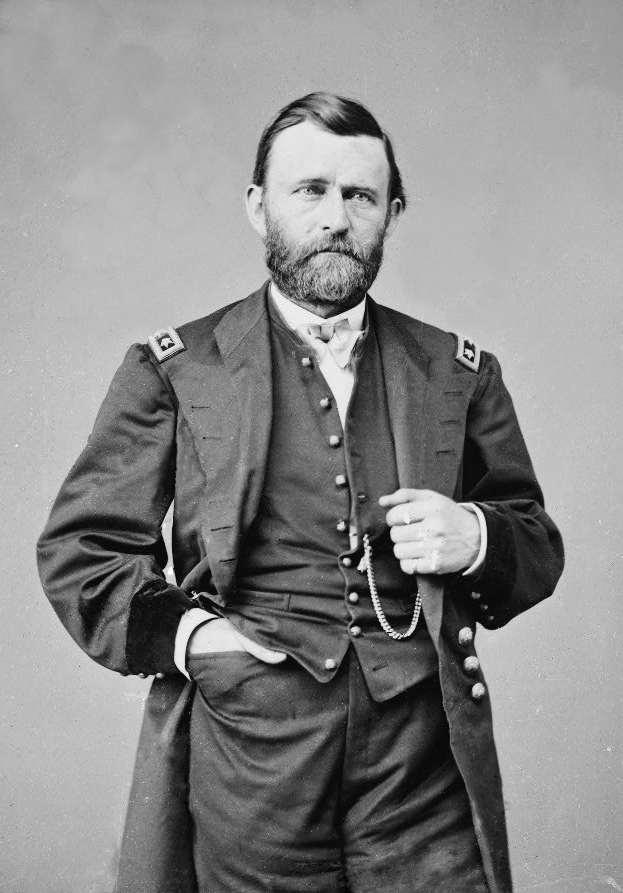
율리시스 S. 그랜트

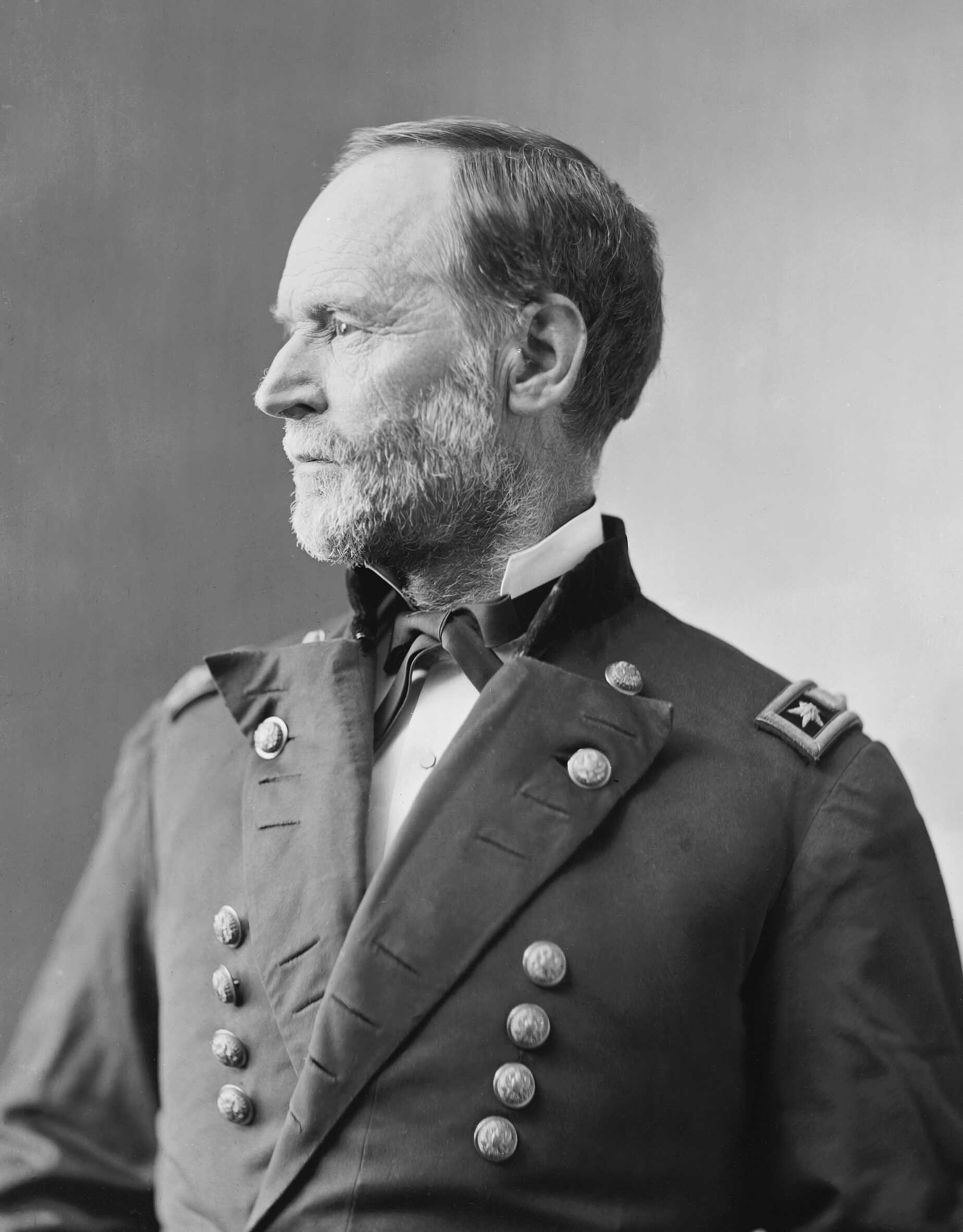
윌리엄 테쿰세 셔먼

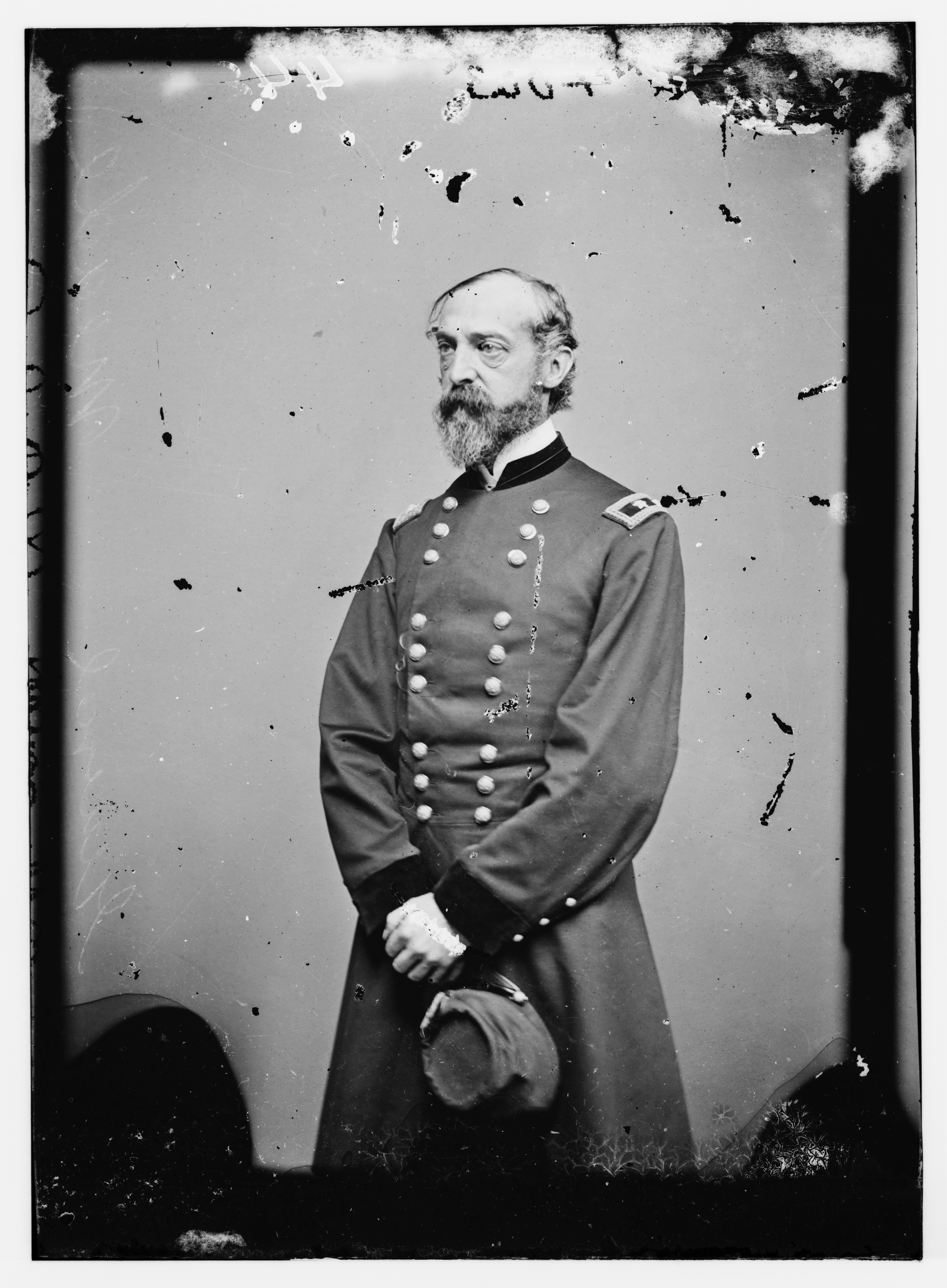
조지 미드

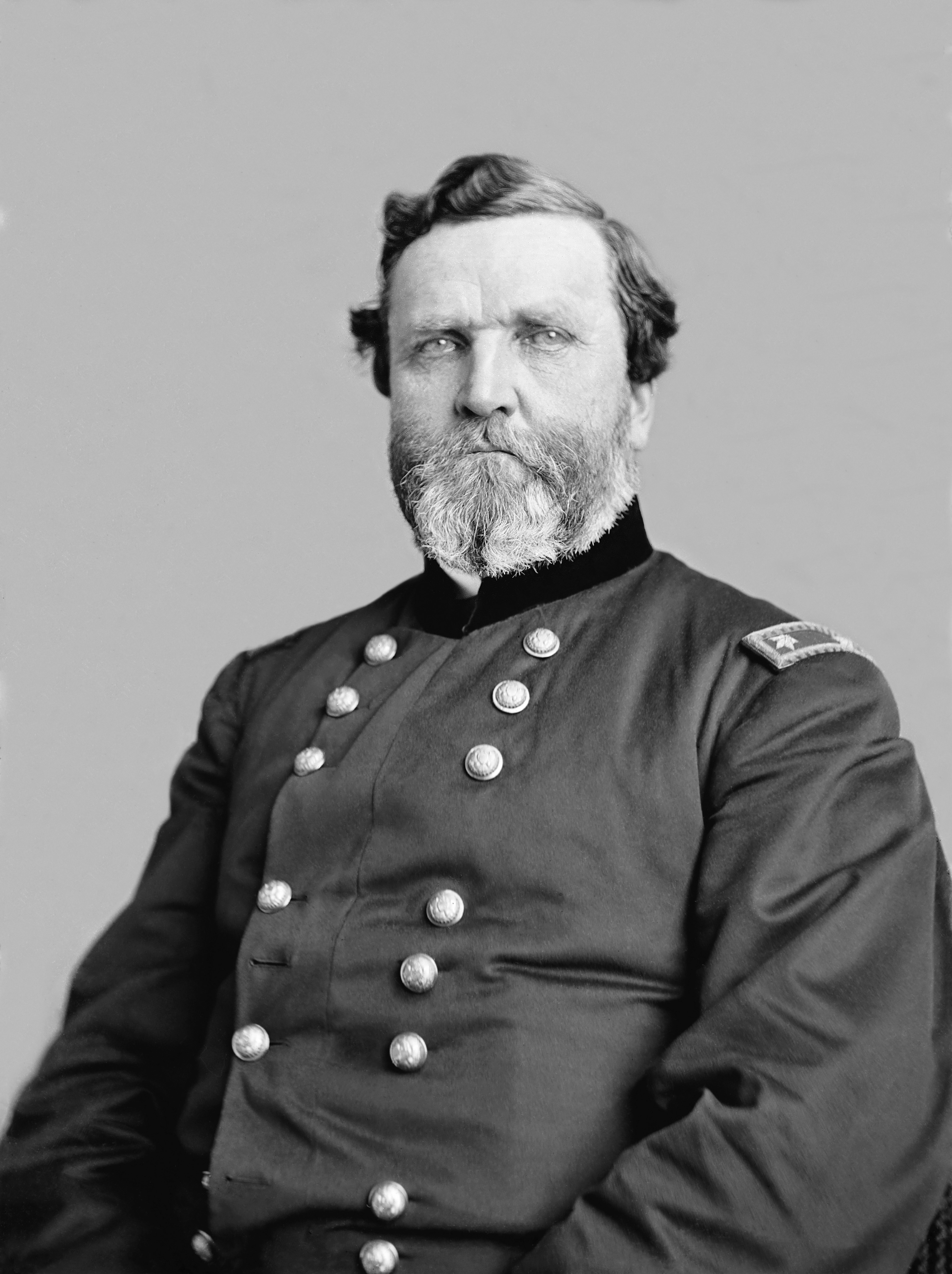
조지 H. 토마스

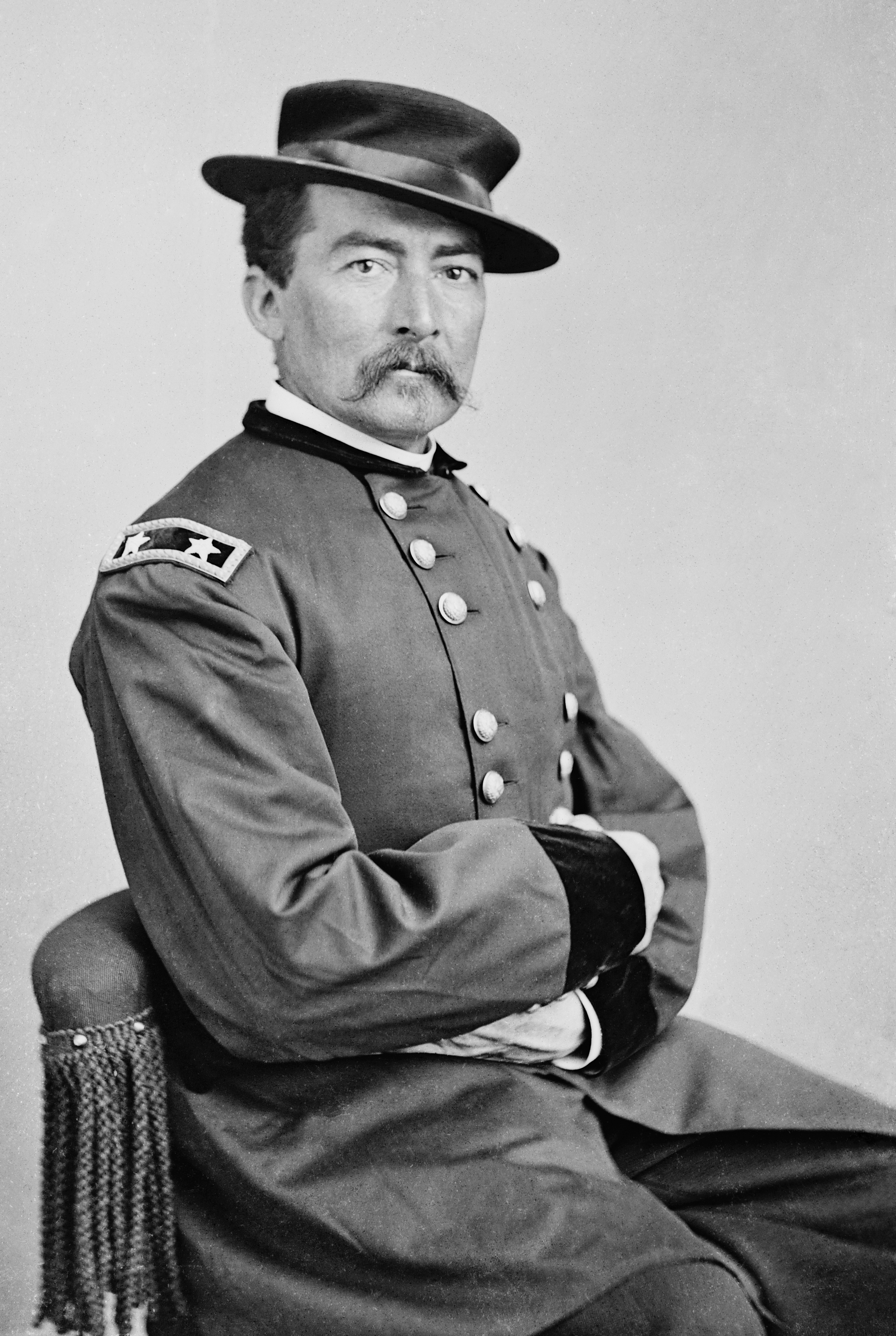
필립 셰리든

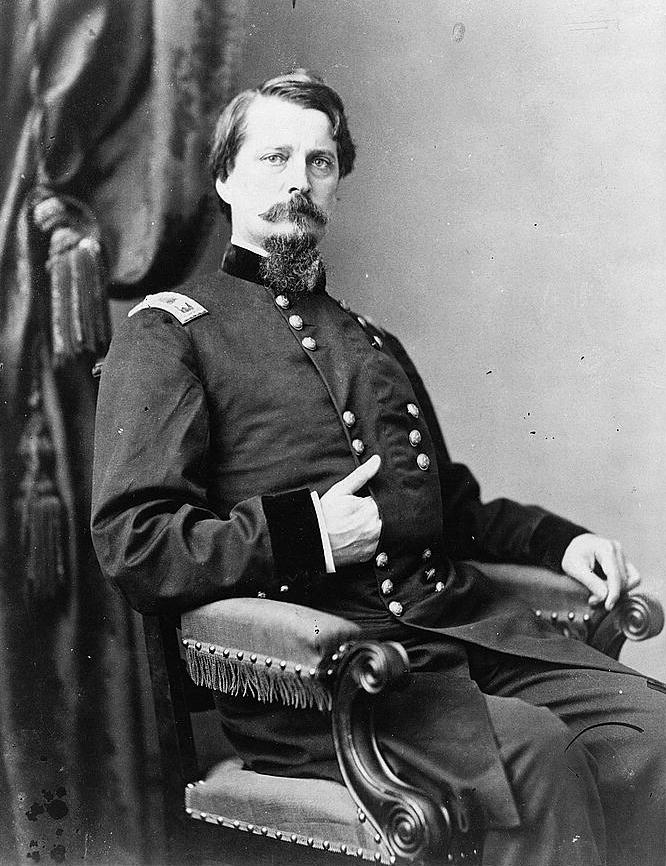
윈필드 스콧 핸콕

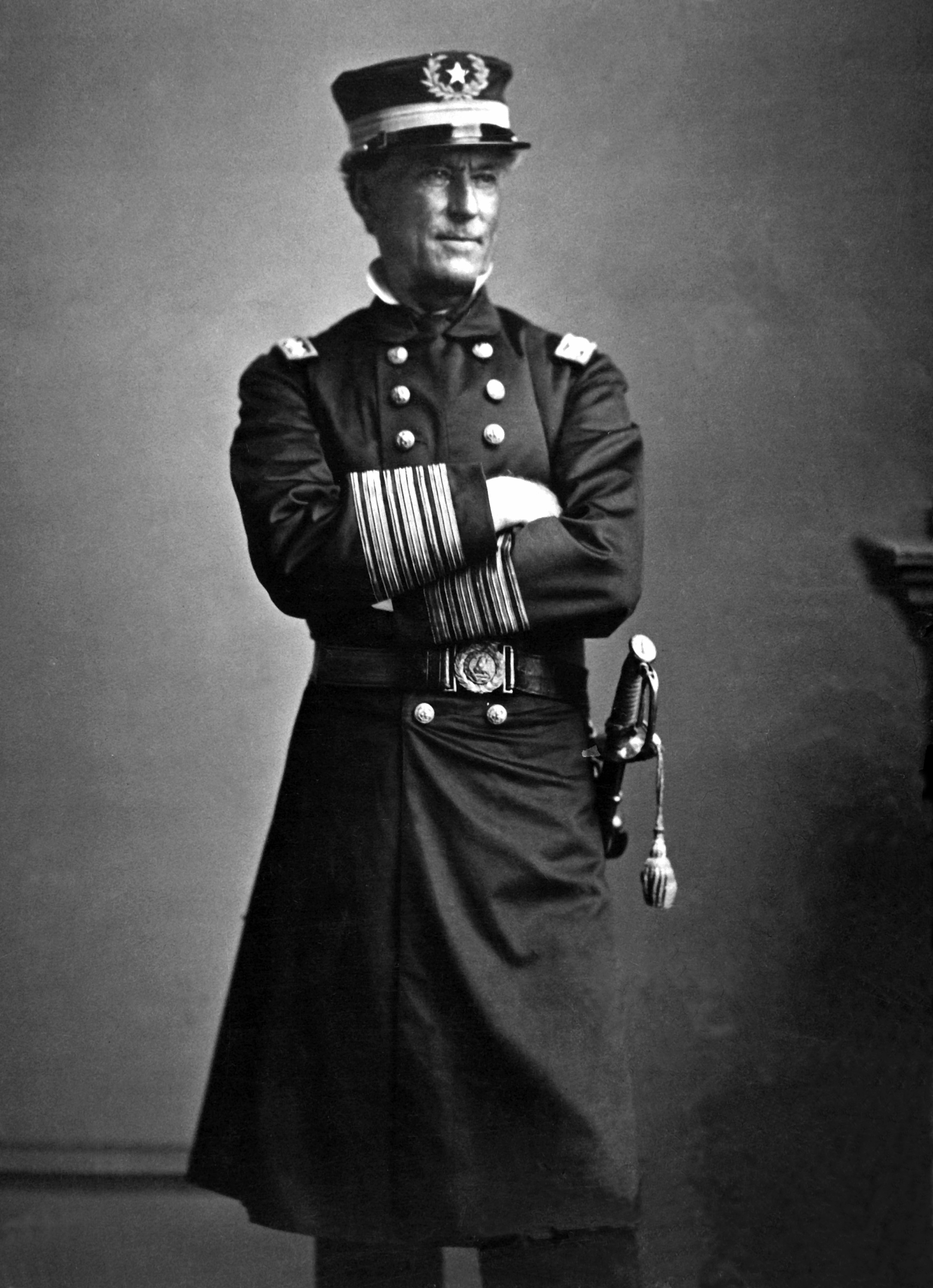
데이비드 패러거트 제독

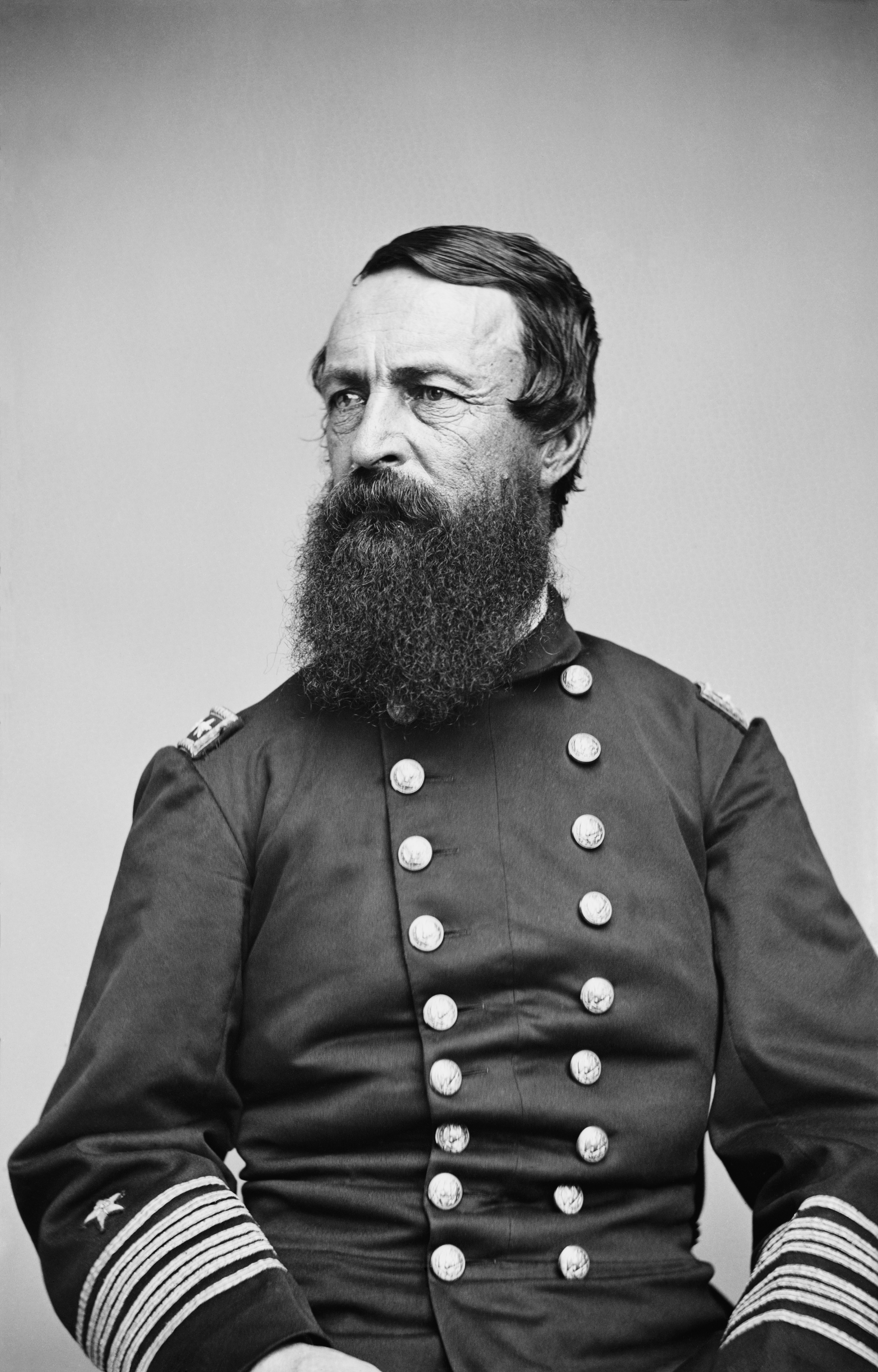
데이비드 딕슨 포터 제독

### 민간 군사 지도부
대통령 에이브러햄 링컨은 갈등 기간 내내 북부군 무장 병력의 최고사령관이었다. 1865년 4월 14일 암살 이후, 부통령 앤드루 존슨이 국가의 최고 행정관이 되었다. 링컨의 첫 국방부 장관은 사이먼 캐머런이었으며, 1862년 1월 13일에 에드윈 M. 스탠턴이 캐머런을 대체하기로 확정되었다. 토머스 A. 스콧은 국방부 차관이었다. 기디언 웰스는 해군부 장관이었으며, 해군부 차관 구스타부스 폭스의 도움을 받았다.
| 직위        | 이름 | 이름             | 재임 기간                                           | 비고                                                              |
| ----------- | ---- | ---------------- | --------------------------------------------------- | ----------------------------------------------------------------- |
| 최고사령관  |      | 에이브러햄 링컨  | 1861년 3월 4일 – 1865년 4월 15일 (전쟁 중 1,464일)  | 1865년 4월 14일 암살; 1865년 4월 15일 사망                        |
| 최고사령관  |      | 앤드루 존슨      | 1865년 4월 15일 – 1869년 3월 4일 (전쟁 중 24일)     | 1865년 5월 9일 5월 9일 무력 충돌이 "실질적으로" 종료되었음을 선언 |
| 국방부 장관 |      | 사이먼 캐머런    | 1861년 3월 5일 – 1862년 1월 14일 (전쟁 중 277일)    | 1862년 1월 14일 사임                                              |
| 국방부 장관 |      | 에드윈 M. 스탠턴 | 1862년 1월 20일 – 1867년 5월 28일 (전쟁 중 1,205일) | 이전에는 미국의 법무부 장관                                       |
| 해군부 장관 |      | 기디언 웰스      | 1861년 3월 7일 – 1869년 3월 4일 (전쟁 중 1,488일)   |                                                                   |

### 정규군 장교
전쟁이 시작될 때 미국의 상비군 또는 "정규군"은 단 1,080명의 장교와 15,000명의 병사로 구성되어 있었다. 142명의 정규 장교가 전쟁 중에 북부군 장군이 되었지만, 대부분은 정규 부대에 "고정"되어 있었다. 그럼에도 불구하고, 주요 북부군 전시 사령관 대부분은 이전부터 정규군 경험이 있었다. 전쟁 중 미국 육군 총사령관은 재임 순서대로 윈필드 스콧, 조지 매클렐런, 헨리 할렉, 그리고 최종적으로 율리시스 S. 그랜트였다.
미국 육군 총사령관
| 번호 | 이름 | 이름                    | 재임 기간                         | 비고                                                               |
| ---- | ---- | ----------------------- | --------------------------------- | ------------------------------------------------------------------ |
| 1    |      | 명예 중장 윈필드 스콧   | 1841년 7월 5일 – 1861년 11월 1일  | 1861년 11월 1일 퇴역                                               |
| 2    |      | 소장 조지 매클렐런      | 1861년 11월 1일 – 1862년 3월 11일 | 총사령관직 외에 포토맥 군을 지휘. 1862년 3월 11일 총사령관직 해임. |
| 3    | 공석 | 공석                    | 1862년 3월 11일 – 1862년 7월 23일 | 링컨 대통령이 총사령관 직무 수행                                   |
| 4    |      | 소장 헨리 할렉          | 1862년 7월 23일 – 1864년 3월 9일  | 1864년 3월 12일 워싱턴 D.C. 총사령부 참모장으로 임명               |
| 5    |      | 원수 율리시스 S. 그랜트 | 1864년 3월 9일 – 1869년 3월 4일   | 미 육군 최초의 정식 원수 계급                                      |

- 로버트 앤더슨
- 돈 카를로스 뷰얼
- 존 뷰퍼드
- 앰브로즈 번사이드
- 에드워드 캔비
- 필립 세인트 조지 쿡
- 다리우스 N. 카우치
- 토마스 터핀 크리텐든
- 토마스 레오니다스 크리텐든
- 새뮤얼 커티스
- 애브너 더블데이
- 윌리엄 B. 프랭클린
- 제임스 A. 가필드
- 퀸시 애덤스 길모어
- 고든 그레인저
- 율리시스 S. 그랜트
- 데이비드 맥머트리 그레그
- 헨리 할렉
- 윈필드 스콧 핸콕
- 윌리엄 B. 헤이즌
- 새뮤얼 P. 하인첼만
- 조셉 후커
- 올리버 O. 하워드
- 앤드루 A. 험프리스
- 헨리 잭슨 헌트
- 데이비드 헌터
- 필립 키어니
- 에라스무스 D. 키스
- 존 맥아더
- 조지 매클렐런
- 알렉산더 맥도웰 맥쿡
- 어빈 맥다월
- 제임스 B. 맥퍼슨
- 조지프 K. 맨스필드
- 조지 미드
- 몽고메리 C. 미그스
- 웨슬리 메리트
- 딕슨 S. 마일스
- 에드워드 오드
- 앨프레드 플리선턴
- 존 포프
- 존 F. 레이놀즈
- 윌리엄 로즈크랜스
- 존 스코필드
- 윈필드 스콧
- 존 세지윅
- 필립 셰리든
- 윌리엄 테쿰세 셔먼
- 헨리 W. 슬로컴
- 앤드루 잭슨 스미스
- 윌리엄 패러 스미스
- 조지 스톤먼
- 에드윈 V. 섬너
- 조지 사익스
- 조지 H. 토마스
- 앨프레드 토마스 아키메데스 토버트
- 구베르뇌르 K. 워런
- 제임스 H. 윌슨
- 존 E. 울

### 북부군 군사 지도부에 임명된 민병대 및 정치 지도자
미국의 헌법에 따라 각 주는 지역 민병대를 모집, 훈련, 장비 지원, 유지했으며, 연대 장교는 주 지사에 의해 임명되고 진급되었다. 1861년 4월 15일 링컨의 90일 자원병 75,000명 소집 요청에 주들이 응답한 후, 대부분의 북부 주 연대와 포대는 주에서 모집된 병력과 정규군 부대를 구별하기 위해 미국 의용군으로 알려지게 되었다. 북부군 여단급 장교(장군)는 두 가지 다른 유형의 연방 장교 임명을 받을 수 있었다: 미 육군 또는 미 의용군 (예: 미 육군 소장 대 미 의용군 소장). 대부분의 남북 전쟁 장군들은 의용군 또는 명예 계급을 보유했지만, 많은 장군들은 두 가지 유형의 임명을 모두 보유했다. 정규 계급이 우월하게 여겨졌다.
- 에드워드 D. 베이커
- 너대니얼 프렌티스 뱅크스
- 프랜시스 프레스턴 블레어 주니어
- 벤저민 프랭클린 버틀러
- 조슈아 로렌스 체임벌린
- 제이컵 돌슨 콕스
- 존 애덤스 딕스
- 존 C. 프리몬트
- 네이선 킴벌
- 존 A. 로건
- 존 알렉산더 맥클러랜드
- 대니얼 시클스
- 제임스 B. 스티드먼
- 앨프레드 테리
- 루 월리스

### 북부군 내 원주민 및 외국인 장교
참전한 병사들의 다국적 구성을 반영하여, 일부 북부군 군사 지도자들은 미국 외 다른 국가 출신이었다.
- 필리프, 파리 백작
- 마이클 코코란
- 브워지미에시 크시자노프스키
- 토마스 프랜시스 미거
- 엘리 파커
- 알빈 F. 셰프
- 카를 슈르츠
- 프란츠 시겔
- 레지 드 트로브리앙
- 이반 투르차니노프
- 아우구스트 빌리히

### 북부군 해군 지도부
남북 전쟁 동안 미국 해군의 급속한 성장은 북부가 분쟁 초기에 항구와 남부 연합 선박을 효과적으로 봉쇄할 수 있는 능력에 엄청나게 기여했다. 노후화된 90척의 함대로 인해 어려움을 겪었고, 분리 독립 후 아메리카 연합국 해군으로 상당한 인력 손실을 입었음에도 불구하고, 토목기사 제임스 뷰캐넌 이즈와 해군공학자 벤저민 F. 이셔우드, 존 에릭슨과 같은 기술 혁신을 포함하는 대규모 함선 건조 캠페인과 4년간의 현대 해군 전투 경험은 미 해군을 오늘날의 세계 해군 지배력을 갖게 하는 길로 이끌었다.
미국 해군 총사령관
| 번호 | 이름 | 이름                     | 재임 기간                          | 비고 |
| ---- | ---- | ------------------------ | ---------------------------------- | --- |
| -    |      | 기함 장교 찰스 스튜어트  | 1859년 3월 2일 – 1861년 12월 21일  | 1861년 12월 21일 퇴역까지 "미국 해군 선임 기함 장교"로 재직; 1862년 7월 16일 퇴역 명단에 후방 제독으로 승진 |
| 1    |      | 부제독 데이비드 패러거트 | 1861년 12월 21일 – 1870년 8월 14일 | 총사령관직 외에 서부 걸프 봉쇄 전대를 지휘. 1866년 7월 25일 정식 제독으로 승진                              |

- 존 A. 달그렌
- 찰스 헨리 데이비스
- 새뮤얼 프랜시스 뒤퐁
- 데이비드 패러거트
- 앤드루 헐 푸트
- 새뮤얼 필립스 리
- 데이비드 딕슨 포터
- 존 앵크럼 윈슬로
- 존 로리머 워든

## 아메리카 연합국 (남부 연합)

### 민간 군사 지도부
제퍼슨 데이비스는 1861년 2월 9일 임시 대통령으로 지명되었고 링컨과 유사한 최고사령관 책임을 맡았다. 1861년 11월 6일 데이비스는 아메리카 연합국 헌법에 따라 아메리카 연합국 대통령으로 선출되었다. 알렉산더 H. 스티븐스는 1861년 2월 18일 아메리카 연합국 부통령으로 임명되었고, 이후 해니벌 햄린과 동일한 부통령 책임을 맡았다. 르로이 포프 워커, 주다 P. 벤저민, 조지 W. 랜돌프, 제임스 세돈, 존 C. 브레킨리지를 포함한 여러 인물이 남부 연합의 국방부 장관으로 재직했다. 스티븐 맬러리는 갈등 기간 내내 남부 연합 해군부 장관이었다.
| 직위        | 이름 | 이름                  | 재임 기간                          | 비고                                                   |
| ----------- | ---- | --------------------- | ---------------------------------- | ------------------------------------------------------ |
| 최고사령관  |      | 제퍼슨 데이비스       | 1861년 2월 18일 – 1865년 5월 5일   |                                                        |
| 부통령      |      | 알렉산더 H. 스티븐스  | 1861년 2월 11일 – 1865년 5월 11일  |                                                        |
| 국방부 장관 |      | 르로이 포프 워커      | 1861년 2월 25일 – 1861년 9월 16일  | 1861년 9월 16일 사임                                   |
| 국방부 장관 |      | 주다 P. 벤저민        | 1861년 9월 17일 – 1862년 3월 24일  | 1862년 3월 24일 사임 후 남부 연합 국무부 장관으로 임명 |
| 국방부 장관 |      | 조지 W. 랜돌프        | 1862년 3월 24일 – 1862년 11월 15일 | 건강상의 이유로 1862년 11월 15일 사임                  |
| 국방부 장관 |      | 제임스 세돈           | 1862년 11월 21일 – 1865년 2월 5일  | 1865년 2월 5일 사임                                    |
| 국방부 장관 |      | 소장 존 C. 브레킨리지 | 1865년 2월 6일 – 1865년 5월 10일   |                                                        |
| 해군부 장관 |      | 스티븐 맬러리         | 1861년 3월 4일 – 1865년 5월 2일    |                                                        |

### 전 정규군 장교
분리독립 이후 많은 정규군 장교들은 고향 주에 대한 충성을 배반할 수 없다고 느껴, 그 결과 약 313명의 장교들이 사임하고 많은 경우 남군을 위해 무기를 들었다. 웨스트포인트 졸업생이자 전 정규군 장교였던 제퍼슨 데이비스 남부 연합 대통령은 이러한 귀중한 인재들을 높이 평가했으며, 전 정규군 장교들에게 권위와 책임 있는 직책을 부여했다.
- 리처드 H. 앤더슨
- 피에르 보우리가드
- 밀레지 루크 보넘
- 브랙스턴 브래그
- 사이먼 볼리바 버크너 시니어
- 조지 B. 크리텐든
- 새뮤얼 쿠퍼
- 주벌 앤더슨 얼리
- 리처드 유얼
- 프랭클린 가드너
- 로버트 S. 가넷
- 조시아 고르가스
- 윌리엄 조셉 하디
- 앰브로즈 파월 힐
- 대니얼 하비 힐
- 존 벨 후드
- 토마스 J. "스톤월" 잭슨
- 앨버트 시드니 존스턴
- 조지프 E. 존스턴
- 로버트 E. 리
- 스티븐 D. 리
- 맨스필드 로벨
- 제임스 롱스트리트
- 존 B. 매그루더
- 대브니 허던 모리
- 존 헌트 모건
- 존 클리퍼드 펨버턴
- 조지 피켓
- 에드먼드 커비 스미스
- 구스타부스 우드슨 스미스
- 젭 스튜어트
- 얼 반 돈
- 조셉 휠러

### 남부 연합 군사 지도부에 임명된 민병대 및 정치 지도자
데비 크로켓과 앤드루 잭슨의 고향인 남부 주들은 최근까지 변경 지역이었던 곳들이 많아 특히 강력한 주 민병대 전통을 가지고 있었다. 여러 중요한 남부 연합 군사 지도자들은 주 부대 지휘관 출신이었다.
- 존 C. 브레킨리지
- 벤저민 F. 치덤
- 네이선 베드퍼드 포러스트
- 웨이드 햄튼
- 제임스 L. 켐퍼
- 벤 맥컬러
- 레오니다스 폴크
- 스털링 프라이스
- 알렉산더 P. 스튜어트
- 리처드 테일러

### 남부군 내 원주민 및 외국인 장교
외국 세력이 남부 연합을 직접 돕기 위해 군대나 지휘관을 파견하지는 않았지만, 일부 지도자들은 미국 외 다른 국가 출신이었다.
- 패트릭 클레번
- 스탠드 와티
- 카미유 아르망 쥘 마리, 폴리냐크 왕자
- 롤리 E. 콜스턴
- 콜렛 레벤토프
- 조지 세인트 레거 그린펠
- 가넷 울즐리

### 남부 연합 해군 지도부
남부 연합 해군은 광범위한 조선 시설을 보유하고 있지 않았으며, 대신 나포된 선박을 개조하거나 영국에서 군함을 구매하는 데 의존했다. 남부는 풍부한 수로를 가진 내륙 수로를 보유하고 있었지만, 북부가 거대한 포함 함대를 건설한 후, 그들은 곧 미시시피강, 테네시강, 컴벌랜드강, 레드강 (미국 남부) 및 다른 강들을 장악하여 이 수로들을 남부 연합에게 거의 무용지물로 만들었다. 남부 연합군은 분리 독립 후 항구에서 여러 북부 해군 함정을 나포하고 몇 척을 철갑선으로 개조했는데, 예를 들어 CSS 버지니아가 있다. 봉쇄 돌파선은 영국 해군 이익에 의해 건조되고 운영되었지만, 전쟁 후반에는 남부 연합 해군이 일부를 운영하기도 했다. 몇몇 신조함은 영국에서 건조되거나 구매되었는데, 특히 CSS 셰넌도어와 CSS 앨라배마가 유명하다. 이 군함들은 해적으로 활동하며 상업 선박에 큰 피해를 입혔다. 이러한 손실로 인해 피해를 입은 미 정부는 1871년 앨라배마 클레임에서 영국으로부터 손해 배상을 받았다.
- 존 머서 브룩
- 아이작 뉴턴 브라운
- 프랭클린 뷰캐넌
- 제임스 던우디 불로치
- 케이츠비 어프 로저 존스
- 매튜 퐁텐 모리
- 래피얼 셈스
- 조시아 태트널 3세
- 제임스 아이어델 워델

## 같이 보기
- 남군 장군 목록
- 아메리카 연합국 군대
- 북군
- 북부 해군

## 참고 문헌
- Boatner, Mark Mayo, III. The Civil War Dictionary. New York: McKay, 1959; revised 1988. ISBN 0-8129-1726-X.
- Eicher, John and 데이비드 J. 아이처, Civil War High Commands, Stanford University Press, 2001, ISBN 0-8047-3641-3
- Warner, Ezra J., Generals in Blue: Lives of the Union Commanders, Louisiana State University Press, 1964, ISBN 0-8071-0822-7
- Warner, Ezra J., Generals in Gray: Lives of the Confederate Commanders, Louisiana State University Press, 1959, ISBN 0-8071-0823-5
- 존 C. 워], The Class of 1846, From West Point to Appomattox: Stonewall Jackson, George McClellan and their Brothers, New York: Warner, 1994. ISBN 0-446-51594-9

## 추가 자료
- American National Biography (20 vol. 2000; online and paper copies at academic libraries) short biographies by specialists
- Bledsoe, Andrew S. Citizen-Officers: The Union and Confederate Volunteer Junior Officer Corps in the American Civil War. Baton Rouge, Louisiana: Louisiana State University Press, 2015. ISBN 978-0-8071-6070-1.
- Current, Richard N., et al., eds. Encyclopedia of the Confederacy (1993) (four vols., also 1 vol. abridged version) (ISBN 0-13-275991-8)
- Dictionary of American Biography 30 vols., 1934–1990; short biographies by specialists
- Faust, Patricia L., ed. Historical Times Illustrated Encyclopedia of the Civil War (1986) (ISBN 0-06-181261-7) 2000 short entries
- Heidler, David Stephen. Encyclopedia of the American Civil War: A Political, Social, and Military History (2002), 1600 entries in 2700 pages in 5 vols. or 1-vol. editions
- Woodworth, Steven E., ed. American Civil War: A Handbook of Literature and Research (1996) (ISBN 0-313-29019-9), 750 pages of historiography and bibliography